# IFK Sala
IFK Sala är en idrottsförening från Sala i Västmanlands län, bildad 1897, tillika medlem i IFK. Föreningen utövar idag (2022) allmän idrott, bowling, gång och vandring, rullskidor, skidlöpning, skridskoåkning och triathlon. Fram till 1972 hade föreningen även ett framgångsrikt fotbollslag, se nedan.
Föreningen är indelad i sektionsföreningar för respektive idrott. Av sektionerna är för närvarande gång och skridsko vilande. Skrinnaren Per Bengtsson tillhörde världseliten och deltog i tre olympiader 1988-1994. Friidrottssektionen nyttjar Lärkans friidrottsarena för sin verksamhet. Bowlingsektionen utövar sin verksamhet i Silverhallen och spelar där derbyn mot lokalrivalen BK Silver.

## Fotboll
IFK Sala fotboll var fotbollssektionen inom föreningen. Laget debuterade 1961 i division IV, motsvarande dagens division II, och höll sig kvar där till säsongen 1972, som skulle komma att bli föreningens sista. Efter säsongen sammanslogs fotbollssektionen med bittra stadsrivalen IF Norden i Sala FF.
IFK hade under många år en hård rivalitet med stadskollegan IFK. "Nordarna" var den mer framgångsrika föreningen men IFK var först med fotboll i Sala, redan 1899 började föreningen med idrotten. Av seriederbyna 1949-1971 vann Norden elva, IFK nio och sju slutade oavgjort. IFK vann dock de sista tre.

## Kända profiler
- Ann Jansson, världsrekordhållare i gång 1981